# Kanton Pierrefitte-sur-Aire
Kanton Pierrefitte-sur-Aire (fr. Canton de Pierrefitte-sur-Aire) byl francouzský kanton v departementu Meuse v regionu Lotrinsko. Tvořilo ho 26 obcí. Zrušen byl po reformě kantonů 2014.

## Obce kantonu
- Bannoncourt
- Baudrémont
- Belrain
- Bouquemont
- Courcelles-en-Barrois
- Courouvre
- Dompcevrin
- Fresnes-au-Mont
- Gimécourt
- Kœur-la-Grande
- Kœur-la-Petite
- Lahaymeix
- Lavallée
- Levoncourt
- Lignières-sur-Aire
- Longchamps-sur-Aire
- Ménil-aux-Bois
- Neuville-en-Verdunois
- Nicey-sur-Aire
- Pierrefitte-sur-Aire
- Rupt-devant-Saint-Mihiel
- Sampigny
- Thillombois
- Ville-devant-Belrain
- Villotte-sur-Aire
- Woimbey